# Mohamadou Abdouraman
Mohamadou Abdouraman (Yaoundé, 1985. január 24. –) kameruni labdarúgó.

## Pályafutása
Karrierje a kameruni Tonnerre Yaoundé csapatában kezdődött. Egy szezont töltött a macedón Renova csapatában, majd több albán csapatban szerepelt. Magyarországon először a Bőcs csapatában játszott a magyar másodosztályban. 2010 július 14-én aláírt 4 évre a DVTK-hoz. Ezt követően 2014-től a Nyíregyháza középpályása volt.

## Sikerei, díjai
Bylis
- Albán másodosztály bajnok: 2009–10[3]

 Diósgyőr
- Magyar ligakupa-győztes: 2013–14